# Resolución 121 del Consejo de Seguridad de las Naciones Unidas
La resolución 121 del Consejo de Seguridad de las Naciones Unidas fue aprobada por unanimidad el 12 de diciembre de 1956, tras haber examinado la petición de membresía por parte del Estado de Japón para poder ser miembro de las Naciones Unidas. En esta resolución, el Consejo recomendó a la Asamblea General la aceptación de Japón como miembro.